# Direct Seguros
Direct Seguros és la marca comercial de la companyia d'assegurances Hilo Direct Seguros y Reaseguros S.A., especialitzada en la venda directa d'Assegurances d'automòbil, participada en el 100% per AXA Seguros, companyia d'assegurances generals i vida. L'empresa està ubicada a Madrid.

## Història de l'organització
L'empresa Direct Seguros fou fundada l'any 1995, essent propietat del BBVA i l'empresa AXA, al 50% cada una. El gener de 1997 va iniciar la seva activitat asseguradora exclusivament per via telefònica, tot i que a partir de l'any 2000 iniciar la venda d'assegurances mitjançant altres formats, com ara la venda online. El 2003 va assolir la xifra de 300.000 clients. El gener de 2004 AXA va adquirir la part del BBVA, quedant-se amb el 100% de Direct Seguros.

## Reconeixements i premis
En els últims anys ha rebut diversos reconeixements:
- Tercer lloc en Premio d'Izo Systems al Millor Entorn de Treball, en centre d'atenció telefònica (2001)[cal citació]
- Millor Asseguradora Directa per Internet (2002 y 2003)
- Premi Imán a la millor web de comerç electrònic (2003)
- Premi a la Millor Gestió Asseguradora concedit per la revista Dinero en els seus X Premios Empresariales (2004 y 2005)
- Premis ICEA del Concurso Sectorial del Frau (2003, 2004 y 2005)
- Nominació als Premios Ondas 2005 de la radio, secció creativitat publicitària.